# پیتر ناتینگهام
پیتر ناتینگهام (انگلیسی: Peter Nottet؛ زادهٔ ۲۳ سپتامبر ۱۹۴۴) اسکیت‌باز سرعت اهل پادشاهی هلند است.